# Giovanni Pietro Dal Toso
Giovanni Pietro Dal Toso (ur. 6 października 1964 w Vicenzy) – włoski duchowny katolicki, arcybiskup, przewodniczący Rady Wyższej Papieskich Dzieł Misyjnych, sekretarz pomocniczy w Kongregacji ds. Ewangelizacji Narodów, od 2023 nuncjusz apostolski w Jordanii i na Cyprze. 

## Życiorys
24 czerwca 1989 otrzymał święcenia kapłańskie i został inkardynowany do diecezji Bolzano-Bressanone. Przez kilka lat pracował duszpastersko w rodzinnej diecezji, zaś w 1992 podjął studia doktoranckie z filozofii na Papieskim Uniwersytecie Gregoriańskim. Od 1996 pracował w Papieskiej Radzie Cor Unum. 21 czerwca 2004 został mianowany podsekretarzem, zaś 22 czerwca 2010 sekretarzem tejże dykasterii.
9 listopada 2017 papież Franciszek mianował go przewodniczącym Rady Wyższej Papieskich Dzieł Misyjnych oraz sekretarzem pomocniczym w Kongregacji ds. Ewangelizacji Narodów. Jednoczesne został mianowany arcybiskupem ze stolicą tytularną Foratiana. Sakrę otrzymał 16 grudnia 2017 z rąk prefekta tejże dykasterii, kard. Fernando Filoniego.
21 stycznia 2023 ten sam papież ustanowił go nuncjuszem apostolskim w Jordanii. 17 lutego 2023 został dodatkowo akredytowany nuncjuszem apostolskim na Cyprze. 
Jest poliglotą.